# Septima Poinsette Clark
Septima Poinsette Clark (Charleston, 3 de mayo de 1898- 15 de diciembre de 1987) fue una educadora afroamericana y activista de derechos civiles. Clark desarrolló los talleres de alfabetización y ciudadanía que jugaron un papel importante en la campaña por los derechos al voto y derechos civiles para los afroamericanos en el Movimiento de Derechos Civiles. El trabajo de Septima Clark fue comúnmente subestimado por los activistas masculinos del sur. Empezó a ser conocida como “Reina Madre” o “Abuela” del movimiento de los Derechos Civiles en los Estados Unidos. Martin Luther King Jr. normalmente se refería a Clark como “La Madre del Movimiento”. El argumento de Clark para su posición en el Movimiento de Derechos Civiles era uno que afirmaba “el conocimiento podría fortalecer a los grupos marginalizados de otras maneras que la igualdad formal legal no podría”.

Nacimiento: 3 de mayo de 1998
Muerte: 15 de diciembre de 1987, 89 años
Organización: NAACP y SCLC
Movimiento: Derechos civiles
Marido: Nerie David Clark

## Juventud
Clark nació en Charleston, Carolina del Sur, en 1898. Su vida en Charleston se vio muy afectada por la era de la Reconstrucción, al igual que por las relaciones de poder durante la época. Charleston estaba rigurosamente segregada e injustamente dividida en clases. Su padre, Peter Poinsette, fue esclavizado al nacer en la granja Joel Poinsett entre el río Waccamaw y Georgetown. Joel Roberts Poinsett fue un distinguido político estadounidense de la época y el homónimo de la planta de Poinsettia. Peter era un criado de la casa de Joel y su principal tarea era llevar y recoger a los niños de la escuela todos los días. Después de la esclavitud, Peter encontró un empleo trabajando en un barco en el puerto de Charleston. Durante uno de estos viajes, fue a Haití y fue allí donde Peter conoció a Victoria, la madre de Clark. La pareja se casó en Jacksonville, Florida y luego regresaron a Charleston.
Su madre, Victoria Warren Anderson Poinsette, nació en Charleston, pero fue criada en Haití por su hermano, quien cuidó de ella y de sus dos hermanas allí en 1864. Victoria Poinsette nunca había estado esclavizada, y juró nunca ser esclava de nadie. Ella volvió a Charleston después de la Guerra de Secesión y trabajó como lavandera. Ella crio a sus hijos muy severamente, solo permitiéndoles jugar con otros niños un día a la semana. También estaba decidida en convertir a sus hijas en damas, así que ella les dijo que nunca salieran sin guantes, que nunca gritaran, que nunca comieran en la calle, etc.
Victoria Warren Anderson Poinsette vivió en una constante lucha de querer mejorar su clase social; ella quería vivir en una sociedad de clase media pero con el presupuesto de una clase trabajadora. Victoria le dejó claro a Peter que no estaba aportando lo suficiente para ella y para su familia. Victoria educó a sus hijos por separado, y los niños tenían normas más indulgentes que las niñas. Los niños podían tener amigos y jugar muchos días de la semana, pero las niñas tenían que hacer las tareas de casa y clases, todos los días excepto los viernes. Clark se rebeló contra la severidad de su madre nunca convirtiéndose en la dama que ella deseaba y casándose con un hombre al que Victoria llamaba “extraño” Clark recuerda solo haber sido castigada por su padre cuando ella no quería ir al colegio; sin embargo, el padre de Clark no fue capaz de escribir su propio nombre hasta los últimos años de su vida.
La primera experiencia educativa de Clark tuvo lugar en 1904 a la edad de seis años, cuando ella empezó a asistir a Mary Street School. Todo lo que Clark hacía en esta escuela era sentarse en gradas con otros cien niños de seis años, sin aprender nada. La madre de Clark pronto la quitó del colegio. Una mujer anciana al otro lado de la calle estaba enseñando a niñas, por lo que Clark aprendió a leer y escribir allí. Debido al precario estado financiero de Clark, ella vigilaba a los niños de las mujeres cada mañana y tarde a cambio de su matrícula. En este momento, no había un instituto en Charleston para negros, sin embargo, en 1914, se abrió una escuela para negros de 6.º,7.º y 8.º grado. Después de sexto grado, ella hizo un examen y pasó al noveno grado en el Instituto Avery. Todas las profesoras eran mujeres blancas. En 1914, profesoras negras fueron contratadas y esto causó mucha controversia en la ciudad, en la que después Clark formó parte a través de NAACP.
Clark se graduó del instituto en 1916. Debido a limitaciones financieras, ella no podía ir a la universidad al principio, por lo que hizo un examen estatal y empezó a trabajar como maestra de escuela en John’s Island a la edad de dieciocho. Enseñó en las islas desde 1916 hasta 1919 en la escuela Promise Land y volvió a Avery en 1919 hasta 1920. Ella fue capaz de volver a la escuela a tiempo parcial en Columbia, Carolina del Sur para completar su Bachiller en Artes en Benedict en 1942 y luego recibió su máster de Hampton Como afroamericana, se le prohibió enseñar en Charleston en colegios públicos del Sur de Carolina, pero pudo encontrar un puesto enseñando en una escuela de distrito rural, en John’s Island, la más grande de Sea Islands. Durante este tiempo, ella enseñó a niños durante el día y adultos analfabetos en su tiempo libre por la noche. Durante este período, ella desarrolló métodos innovadores para enseñar rápidamente a adultos leer y escribir, basados en materiales de todos los días como el catálogo de Sears.
Clark recuerda las grandes discrepancias que existían entre su escuela y la escuela blanca cruzando la calle. La escuela de Clark tenía 132 estudiantes y solo un maestro. Como directora de enseñanza, Clark ganaba $35 a la semana, mientras que el otro maestro ganaba $25. Mientras tanto, la escuela blanca que cruzaba la calle tenía solo tres estudiantes y el maestro que trabajaba allí ganaba $85 por semana. Esta fue su primera experiencia de primera mano con estas desigualdades que llevaron a Clark a convertirse en una defensora activa de la igualdad salarial para los maestros. En 1919, su trabajo de igualdad salarial la llevó al movimiento por los derechos civiles. En una entrevista con Robert Penn Warren para el libro Who Speaks for the Negro?, Clark explica cómo estas experiencias con su educación, al igual que sus primeras experiencias creciendo en una Charleston racista y enseñando en los barrios bajos, la motivaron para querer trabajar por los derechos civiles.

## NAACP (Asociación Nacional para el Progreso de las Personas de Color)
Clark primero escuchó sobre la Asociación Nacional para el Progreso de Personas de Color (NAACP) mientras estaba enseñando en John’s Island desde 1916 hasta 1919. No había sucursal de NAACP en John’s Island, pero se llevó a cabo una reunión en la cual varios oradores llegaron y hablaron sobre qué era NAACP y qué era lo que exactamente se estaba intentando hacer. La superintendente estuvo presente para cobrar las cuotas y fue entonces cuando decidió unirse a la organización.
En 1919, Clark volvió a Charleston para enseñar sexto grado en el instituto Avery Normal, un instituto privado para niños negros. En Charleston, ella se unió a la sucursal de Charleston de NAACP y empezó a asistir a reuniones regularmente. Bajo la dirección de Edmund Austin, el presidente de NAACP local en Charleston, Clark participó en su primera acción política con NAACP en Charleston.
A pesar de las órdenes de su director, Clark llevó a sus estudiantes por la ciudad, yendo de puerta en puerta, pidiendo firmas en una petición para permitir directores negros en Avery. Ella consiguió 10.000 firmas en un día, y en 1920, maestros negros fueron permitidos. En 1920, Clark disfrutó la primera de muchas victorias legales cuando se les concedió a los negros el derecho a convertirse en directores de escuelas públicas en Charleston, bajo la Junta Directiva del concejal de Charleston. Su participación en NAACP fue la primera declaración de Clark en acción política. En 1945, Clark trabajó con Thurgood Marshall en un caso que iba sobre el salario igualitario para maestros blancos y negros dirigido por NAACP en Columbia, Carolina del Sur.
Los últimos años de la década de 1940 resultaron ser una época difícil para Clark ya que ella tuvo que defender el objetivo de NAACP de igualdad integradora contra muchos otros miembros y activistas.

## Matrimonio y vida familiar
Mientras estaba enseñando en Avery desde 1919 hasta 1920, Clark conoció a Nerie David Clark. Él trabajó como cocinero de guardia en un submarino en la fuerza naval durante la Primera Guerra Mundial. En los últimos años de la década de 1920, ella fue a enseñar a McClellanville hasta 1922. Ella y Nerie se escribieron cartas y salieron durante, aproximadamente, tres años y se casaron en 1923.  Se casaron en McClellanville y poco después se mudaron a Hickory, Carolina del Norte, la ciudad natal de Nerie. La madre de Clark se creyó deshonrada por su matrimonio. Victoria creía que casarse con cualquier hombre fuera del estado era casarse con un extraño. Ella rechazó recibir a su familia política para cenar o para cualquier ocasión. El matrimonio rompió la relación entre Victoria y Septima.
Mientras vivía en Hickory con la familia de Nerie, Clark se dio cuenta de las muchas diferencias culturales e ideológicas que ellos tenían. Ellos crecieron en mundos distintos: un hombre de montaña y una chica de ingresos bajos. En Hickory, Clark asistió a la misma iglesia que la familia de Nerie, la cual era una iglesia metodista africana. Ella encontró que esta iglesia era mucho más una comunidad que la iglesia en Charleston, la Iglesia Metodista Unida. A través del viaje religioso de Clark en la vida, ella descubrió que hay muchas maneras de servir a Dios, en lugar de una sola manera correcta. Clark se sintió nostálgica, por lo que volvió a Charleston, donde ella enseñó en Promise Land de nuevo desde 1926 hasta 1929.
En Charleston, tuvieron su primer hijo, que murió. Clark vio la muerte de su bebé como un castigo para ella porque se casó con un hombre que no era de Carolina del Sur. Su madre no fue compasiva y rechazó ayudarla; sin embargo, su padre fue más amable. Para recuperarse de la pérdida de su bebé, ella aceptó un trabajo con una mujer blanca durante un verano. Ellos se quedaron en las montañas durante el verano y la mujer estaba indefensa, lo que le dio a Clark optimismo y esperanza. Luego, se mudó a Columbia y empezó a dar clases en 1929. Fue en Columbia donde se involucró mucho más en las actividades cívicas.
Se instaló en Columbia, Carolina del Sur en 1929, y aceptó un puesto de enseñanza ese año. En total, Septima Clark pasó un total de 17 años en Columbia, Carolina del Sur. Gran parte de su trabajo allí está documentado por el Departamento de Historia de la Universidad de Carolina del Sur que, bajo la dirección de B.J. Donaldson, ha dirigido una amplia investigación sobre la educación afroamericana, con especial énfasis en la historia de Booker T. Washington High School.
En 1929, Septima Clark fue contratada en Booker T. Washington donde es recordada como una educadora excepcional. Trabajó de cerca con los directores del instituto Booker T. Washington, tanto C.A. Johnson, quien la contrató para el puesto de enseñanza que ella ocuparía durante 17 años como luego con J. Andrew Simmons, quien originalmente era de Charleston y a quien ella pudo haber conocido antes de trabajar juntos en Columbia.
Mientras en Columbia, Septima Clark completó los cimientos sobre los que su carrera, reputación y memoria descansaría: se convirtió en un miembro altamente valorado del instituto Booker T. Washington, completó su grado de licenciatura en la facultad de Columbia’s Benedict, y  sus estudios de graduado en la universidad de New York’s Columbia y en la facultad de Atlanta’s Clark. El nivel y la calidad de la educación que Septima Clark adquirió era típico de lo que era requerido por los administradores del instituto de Booker T. Washington de Columbia quienes contrataban profesores calificados de todo el país.
Después de que J. Andrew Simmons dejara el instituto Booker T. Washington para ocupar un puesto en Nueva York en 1945, Septima Clark se quedó durante dos años más, antes de dejar finalmente el instituto de Booker T. Washington, una institución que le había ayudado a moldear, para volver a Charleston, SC, para cuidar a su enferma madre, Victoria. Durante este tiempo, Clark tuvo problemas para mantener a Nerie Jr. En 1935, ella decidió mandarlo de regreso a Hickory para vivir con sus abuelos paternos. La decisión de Clark de mandar a Nerie Jr. para vivir con sus abuelos paternos fue una acción común en este tiempo debido a la Gran Depresión y sus consecuentes problemas financieros. El matrimonio de Septima Poinsette Clark con Nerie David Clark acabó en un curso de depresión para Clark, al igual que en un declive significativo en su propia confianza.

## Universidad de Columbia y liderazgo de la NAACP
Durante los veranos, Clark comenzó sus estudios en la Universidad de Columbia en Nueva York y en la Universidad de Atlanta en Georgia con el punto de referencia histórica en el movimiento de igualdad racial, W.E.B. Du Bois. Entre 1942 y 1945, ella recibió un título de licenciatura del Benedict College, Columbia, Carolina del Sur, y un título de máster del instituto Hampton (Virginia) (ahora Universidad de Hampton). Mientras conseguía su Bachiller de Artes, tomaba clases por la mañana, enseñaba desde mediodía hasta las cinco de la tarde, y tomaba más clases por las noches. Ella ganaba $62,50 al mes en la universidad y cada verano viajaba a Maine para ganar más dinero.  La NAACP en Columbia, Carolina del Sur, tenía. aproximadamente, 800 miembros y todos eran negros. El mayor impacto de NAACP durante la época de Clark en Columbia fue que ellos patrocinaron una demanda que ganó la igualdad de los salarios de los maestros. Fue una gran victoria para NAACP.
En 1947, Clark volvió a Charleston para cuidar a su madre, que había sufrido un derrame cerebral. Mientras cuidaba de su madre, su carrera como educadora y activista no disminuyó. Durante este tiempo enseñó en las escuelas públicas en Charleston, fue un miembro activo de la Asociación Cristiana de Mujeres Jóvenes (YWCA) y fue presidenta del Comité de Membresía de NAACP (Asociación Nacional para la Promoción de las Personas de Color). La YWCA fue una de las pocas organizaciones interraciales de Charleston. Había sucursales para personas negras y blancas. En 1956, Clark consiguió la posición de vicepresidenta en la sucursal de la NAACP de Charleston. 
En ese mismo año, el cuerpo legislativo de Carolina del Sur promulgó una ley que prohibía la involucración de los funcionarios con las organizaciones de derechos civiles. Clark creía que la combinación de relaciones sociales y de poder favorecían a la escolarización. Se negó a dejar la NAACP por lo que fue despedida por la Junta Escolar de Charleston tras 40 años de servicio. Ningún colegio de Charleston estaba dispuesto a contratarla. Una hermandad de maestras negras recogieron fondos para ella pero ningún miembro se tomó una foto con ella por miedo a que perdieran también su trabajo.

### Clase de alfabetización de Highlander Folk School
Por estas fechas, Clark participó en el  Centro de Educación e Investigación Highlander en Monteagle, Tennessee. Primero participó en un seminario en 1954. Myles Horton, el fundador de Highlander, la contrató como directora de los seminarios a tiempo completo. Poco después, impartió clases de alfabetización basadas en su experiencia en John's Island: "En un seminario intensivo de una semana, Clark promete convertir a los aparceros y otros negros no escolarizados en votantes potenciales”
Highlander era una de las pocas escuelas interraciales en el sur en ese momento, y Clark prosperó allí como maestra. Después de ser despedida y mal aceptada en su ciudad natal, Clark apreciaba la comunidad presente en Highlander.
En 1959, mientras enseñaba en Highlander, fue arrestada por "posesión de whisky". Sin embargo, estas acusaciones fueron posteriormente retiradas y  se consideraron falsas.
Clark y su prima Bernice Robinson ampliaron el programa de alfabetización. Enseñaron a los estudiantes como presentarse  a los  exámenes de conducir, cómo completar formularios de registro de votantes, formularios de pedido por correo de Sears y cómo firmar cheques. Septima Clark, también sirvió como directora de seminarios  como directora del taller en Highlander, contratando y seleccionando a maestros y estudiantes.
Otra de las participantes de sus seminarios fue Rosa Parks. Unos meses después de participar en los seminarios, Rosa Parks ayudó a empezar el boicot a los autobuses de Montgomery. Muchas otras mujeres que participaron en este boicot también asistieron al Highlander y participaron en los seminarios de Clark. Después de ver su éxito, Ella Baker viajó  a Highlander como representante de SCLC para determinar si el programa de Septima Clark podría formar parte de la Cruzada de Ciudadanía de SCLC.

### La difusión de las escuelas de ciudadanía
El éxito más conocido de Clark fue su establecimiento de las escuelas de ciudadanía, donde enseñaba a leer a adultos del Deep South, con la esperanza de continuar una tradición.
La creación de escuelas de ciudadanía se desarrolló a partir de clases para adultos impartidas por Septima Clark durante el período de entreguerras. Además de promover el aumento de la educación, este proyecto también favoreció el empoderamiento de las comunidades negras. Su enfoque pedagógico era muy específico para garantizar que sus alumnos se interesen por el aprendizaje. Ponía en contacto la política del momento con su experiencia personal y las necesidades de sus estudiantes. De esta manera su estratégica la alió con Paulo Freire, un pedagógico crítico.
Clark no solo se enfocaba en alfabetizar a sus estudiantes, sino que también les enseñaba sobre derechos civiles. Sus objetivos para las escuelas eran que desarrollasen el orgullo personal, el orgullo cultural, la alfabetización y el sentido de los derechos cívicos. Estaba reclutando las comunidades rurales para que se involucraran en el movimiento. Las clases de ciudadanía a menudo se impartían en la parte trasera de una tienda para evitar la violencia racista. 
Los profesores de las escuelas de ciudadanía solían ser personas que también habían aprendido de adultos a leer,  siendo uno de los principales objetivos de las escuelas de ciudadanía formar más líderes locales para los movimientos populares. Enseñar a las personas a leer ayudó a numerosos negros sureños a luchar por el derecho a voto, pero además, favoreció el desarrollo de líderes por todo el país que ayudaron a promover la lucha por los derechos civiles negros mucho después de 1964. Las escuelas de ciudadanía son solo un ejemplo de la estrategia de empoderamiento de desarrollar líderes que fueron el corazón del movimiento de derechos civiles en el sur.  Las escuelas de ciudadanía también fueron vistas como una manera de apoyo a Martin Luther King Jr, en el movimiento pacifista por los derechos civiles.
Este proyecto fue la respuesta a las leyes de los estados del sur, que requerían la alfabetización y la capacidad de interpretar varias partes de la Constitución estadounidense para poder registrarse y votar. Estas leyes fueron usadas para privar el derecho al voto de los ciudadanos negros. Las escuelas de ciudadanía se basaban en los programas de educación para adultos que Clark y Robinson habían desarrollado en Highlander. Requerían de  una semana completa de entrenamiento como parte de un programa diseñado por Clark. Septima Clark contrató a su prima Bernice Robinson como primera profesora. Bernice también fue una alumna de Highlander. Además de alfabetización, las escuelas de ciudadanía también enseñaban a sus estudiantes a actuar como un colectivo y protestar contra el racismo.
Las escuelas de liderazgo se extendieron finalmente a varios estados del sur, creciendo tanto que, por recomendación de Myles Horton y Clark, el programa fue transferido a Conferencia de Liderazgo Cristiana del Sur (SCLC, Southern Christian Leadership Conference) en 1961 a pesar de las dudas iniciales de Martin Luther King Jr. La transferencia del programa a la SCLC fue también el resultado de los problemas financieros en Highlander Folk School en Tennessee. Con el gran aumento del presupuesto de la SCLC, el proyecto de las escuelas de ciudadanía, calificó a más de 10.000 maestros de escuelas de ciudadanía que dirigieron escuelas de ciudadanía por todo el sur, representando  un esfuerzo popular por la educación a gran escala. Además de estos 10.000 profesores, las escuelas de ciudadanía alcanzaron y educaron a más de 25.000 personas. En 1958, 37 fueron capaces de aprobar la prueba de registro de votantes gracias a la primera sección de escuelas comunitarias. Antes de 1969, aproximadamente 700.000 afroamericanos se inscribieron en las listas electorales gracias a la dedicación de Clark al movimiento. Clark se convirtió en una prominencia nacional, convirtiéndose en la directora de educación y enseñanza del SCLC. 
Fue la primera mujer en ganar una posición en la junta del SCLC. Andrew Young, quien el año anterior se había unido al Highlander para trabajar en las escuelas de ciudadanía, también se hizo miembro de la SCLC. Los miembros de las escuelas de ciudadanía de las SCLC eran mayoritariamente mujeres, debido a la experiencia diaria que ganaron al convertirse en profesoras.

Septima Clark lucharía contra el sexismo dentro del propio SCL, como Ella Baker lo había hecho contra el sexismo emanando de Martin Luther King Jr. Ralph Abernathy, por ejemplo, se opuso a ella cuando dijo:
“Recuerdo que el reverendo Abernathy preguntó repetidamente, ¿por qué Septima Clark está en la junta ejecutiva de la Conferencia de Liderazgo Cristiano del Sur? Y el Dr. King dijo: Ella es la que propuso esta escuela de ciudadanía, que no solo nos está brindando dinero sino también está favoreciendo a que muchas personas puedan inscribirse y votar. Y él preguntó eso muchas veces. Era duro para él ver a una mujer en el cuerpo ejecutivo".
Clark afirmó que el trato desigualdad de género era “una de las mayores debilidades del movimiento de los derechos civiles”.

### Otros servicios cívicos
Durante su carrera en la organización de servicios, también trabajó con la asociación contra la Tuberculosis y el departamento de salud de Charleston. También era un miembro activo en la hermandad de Alpha Kappa Alpha. Clark se retiró de la SCLC en 1970. Más tarde solicitó la restitución de la pensión y el salario atrasado que había sido cancelado cuando fue despedida como profesora en 1956. Sirvió también durante dos mandatos en la Junta Escolar del Condado de Charleston.

## Muerte y legado
En 1978, Clark fue premiada por la Universidad de Charleston con un doctorado honorario en humanidades. El presidente de los Estados Unidos Jimmy Carter le otorgó un premio Living Legacy en 1979. En 1987, su segunda autobiografía Ready from Within: Septima Clark and the Civil Rights Movement (Wild Trees Press, 1986) ganó el American Book Award.
Septima Poinsette Clark murió el 15 de diciembre de 1987. En un panegírico presentado en el funeral, el presidente de la SCLC resaltó la importancia del trabajo de Clark y su relación con la asociación. El reverendo Joseph Lowery afirmó que  gracias a “sus pioneros y valientes esfuerzos en el área de la educación ciudadana y de la cooperación interracial” ganó el premio más importante de la SCLC, el Drum Major for Justice. Está enterrada en el cementerio de la Iglesia Metodista Unida de Old Bethel en Charleston en Carolina del sur. 
Clark mantenía importantes relaciones con otros activistas negros del movimiento de derechos civiles como Booker T. Washington y W. E. B. DuBois. Tanto Washington como Clark destacaron la importancia de la superación personal antes que la importancia de las reformas institucionales. DuBois y Clark estaban de acuerdo en destacar la educación como la estratégica más importante del movimiento de derechos civiles.
La escuela pública “Septima Clark Public Charter School” en Washington. DC, la carretera “Septima P. Clark Parkway” y el parque memorial de Septima P. Clark recibieron su nombre en su honor.
El asteroide 6238, descubierto por Eleanor Helin, recibió también su nombre en su honor. El nombre oficial se publicó por Minor Planet Center el 8 de noviembre de 2019.

### Cita
Creo firmemente que donde hay caos, hay un pensamiento maravilloso. Considero el caos un regalo.
Nunca pienses que todo salió bien. No lo hizo.
Este país se construyó a partir de mujeres que mantienen la boca callada.
Nunca sentí que enfadarte te haga ningún bien además de cortarte la digestión y evitar que comas, lo cual me gusta hacer.

### Autobiografías
Durante su vida Septima Clark escribió dos autobiografías, en las que registró las experiencias de su vida. La primera, titulada Echo in My Soul la escribió en 1962 y es una combinación de la historia de su vida y de su trabajo en la escuela Highlander Folk.
En esta obra también se comentan sus puntos de vista de las leyes de Jim Crow y la legitimidad del movimiento de los derechos civiles. Su segunda biografía, titulada Ready from Within y publicada en 1979, fue una recolección oral de sus experiencias vitales.